# Сивињано (Л'Аквила)
Сивињано (итал. Sivignano) је насеље у Италији у округу Л'Аквила, региону Абруцо.
Према процени из 2011. у насељу је живело 89 становника. Насеље се налази на надморској висини од 917 м.